# Richard Drew
Richard Drew (né en 1946) est un photojournaliste américain. Drew est devenu célèbre dans le monde entier pour avoir pris la photo intitulée The Falling Man, qui représente l'image d'un homme tombant des tours jumelles du World Trade Center, à la suite des attaques terroristes du 11 septembre 2001.